# Pararge mimarcania
Pararge mimarcania är en fjärilsart som beskrevs av Felix Bryk 1953. Pararge mimarcania ingår i släktet Pararge och familjen praktfjärilar. Inga underarter finns listade i Catalogue of Life.